# Chrobotek rdzawy

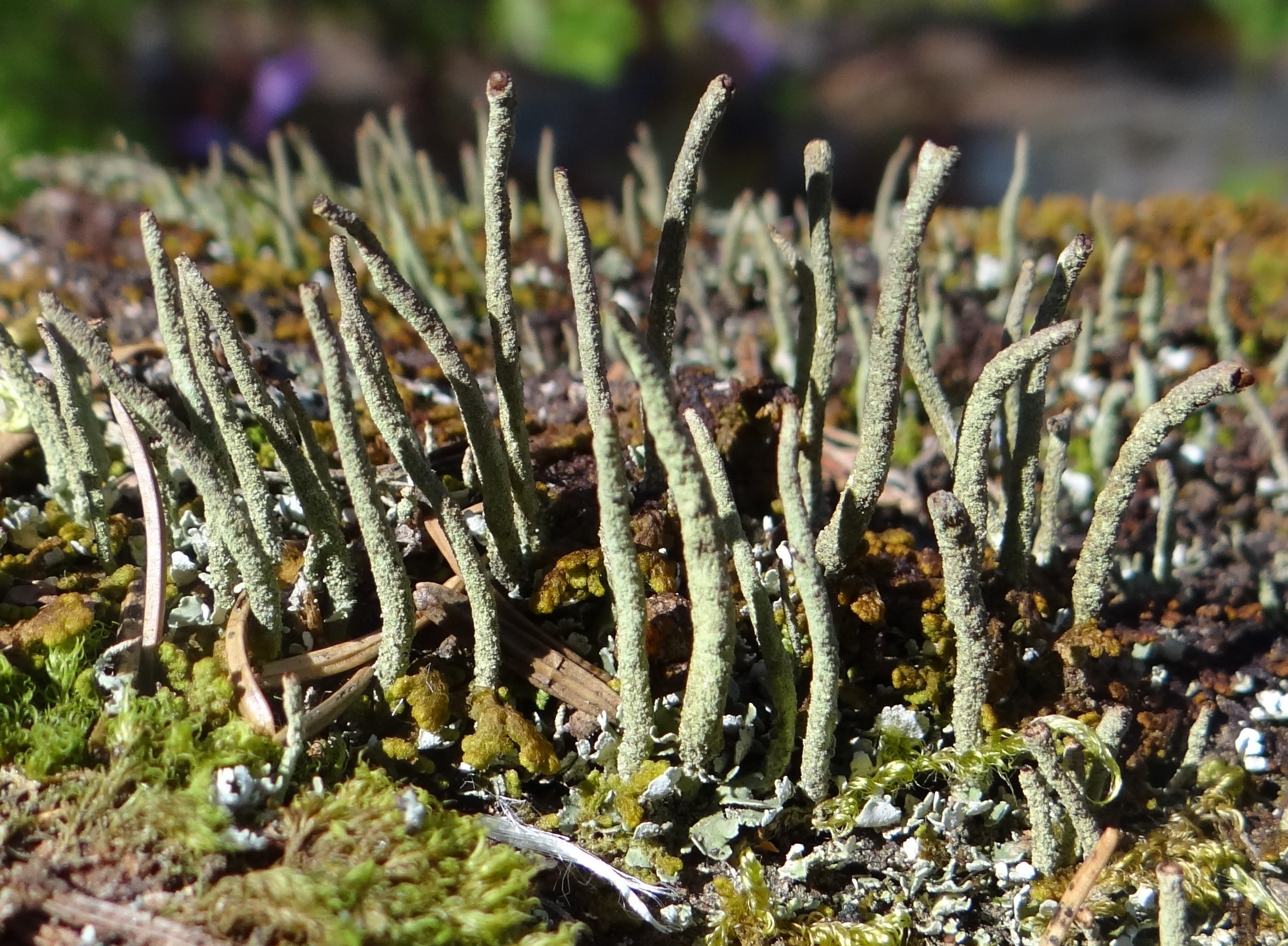

Chrobotek rdzawy (Cladonia ochrochlora (Flörke) – gatunek grzybów należący do rodziny chrobotkowatych (Cladoniaceae). Ze względu na współżycie z glonami zaliczany jest do porostów.

## Systematyka i nazewnictwo
Pozycja w klasyfikacji według Index Fungorum: Cladoniaceae, Lecanorales, Lecanoromycetidae, Lecanoromycetes, Pezizomycotina, Ascomycota, Fungi.
Niektóre synonimy naukowe:
- Cladonia coniocraea var. ochrochlora (Flörke) Oxner 1968
- Cladonia fimbriata f. ceratodes Flörke
- Cladonia fimbriata var. ochrochlora (Flörke) Schaer.
- Cladonia furcata var. notabilis Müll. Arg. 1883
- Cladonia lepidula Kremp. 1881
- Cladonia ochrochlora var. spadicea Müll. Arg. 1882
- Cladonia pergracilis Kremp. 1881

Nazwa polska według Krytycznej listy porostów i grzybów naporostowych Polski.

## Morfologia
Plecha pierwotna jest trwała. Składa się z nieregularnie karbowanych łusek o długości 5–10 mm i szerokości 2–5 mm. Plecha wtórna to zielonkawo-szare podecja o wysokości 15–52 mm i szerokości do 4 mm. Są one nierozgałęzione, lub słabo, dichonomicznie rozgałęzione i zakończone szydłowato, tępo, lub niewielkimi kieliszkami. Kieliszki mają szerokość 1–3 mm, są płytkie, nieregularne i mają korę na wewnętrznej powierzchni. Górna połowa podecjów zazwyczaj pokryta jest urwistkami. Na całych podecjach występuje ciągła i gładka kora,. W górnej części podecjów znajdują się soralia o średnicy 0,5–1 mm. Powstają w nich granulkowate lub proszkowate urwistki. Czasami pomiędzy soraliami znajdują się łuseczki o długości do 5 mm.
Apotecja powstają dość rzadko na obrzeżu kieliszków. Mają barwę od bladobrązowej do ciemnobrązowej. Zarodniki o kształcie wydłużonym elipsoidalnym i rozmiarach (8–) 14–16.5 × 2,5–6 μm. Pyknidia jajowate lub nieco zwężone u podstawy, liczne występujące na obrzeżu kieliszków. Zawierają bezbarwną galaretkę. Pykniospory o rozmiarach 3–8 × 0,5–1 μm.
Reakcje barwne: K- lub brudnożółty do brązowego, C-, KC-, P + czerwony, UV-.  Kwasy porostowe: kwas fumarioprotocetrariiowy i pochodne kwasu convirensicowego.

## Występowanie i siedlisko
Gatunek szeroko rozprzestrzeniony; występuje na wszystkich kontynentach z wyjątkiem Antarktydy. W Europie na północy sięga po Islandię i północne wybrzeża Półwyspu Skandynawskiego (70.5 stopień szerokości geogr. północnej). W Polsce występuje pospolicie na terenie całego kraju.
Rośnie na starym, próchniejącym drewnie leżącym na ziemi, na cienkiej, próchnicznej glebie, na mchach obrastających kamienie, szczególnie w miejscach wilgotnych.

## Gatunki podobne
Najbardziej do chrobotka rdzawego podobny jest chrobotek szydlasty (Cladonia coniocraea). Index Fungorum traktuje je jako odrębne gatunki, jednak według niektórych autorów są to tylko różne formy lub odmiany tego samego gatunku. U C. coniocraea łuski plechy pierwotnej zawsze są głęboko wcięte i zwykle brak kieliszkowatego zakończenia podecjów, u C. ochrochlora listki plechy pierwotnej mogą być całe, a podecja często mają kieliszkowe zakończenia. Podecja C. coniocraea są zielonkawe, ich grubość nie przekracza 1,5 mm i zazwyczaj są proste i pojedyncze. Podecja C. ochroclora są szare, grubsze i często rozgałęzione i skręcone. Urwistki C. coniocraea są mączyste i powstają w niewielkich soraliach, u C.  ochrochlora urwistki są większe i powstają w większych soraliach. Występują jednak między obydwoma tymi gatunkami formy pośrednie, tak, że często trudno jest ustalić do jakiego gatunku one należą. Zdaniem niektórych lichenologów należałoby scalić te gatunki w jeden.